# Örkelljunga
Örkelljunga ist ein Ort (tätort) in der südschwedischen Provinz Skåne län und der historischen Provinz Schonen.
Der Hauptort der gleichnamigen Gemeinde ist bekannt für seinen Volleyballverein Örkelljunga VK, der in der ersten schwedischen Liga spielt.
Örkelljunga ist Hauptverbreitungsgebiet der Grabendämme (schwedisch Gropavall) in Schonen.